# Boëthius

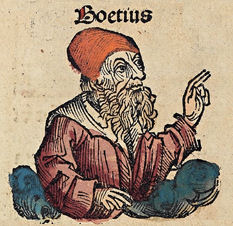
Boëthius
(1493), houtsnede, Kroniek van Neurenberg

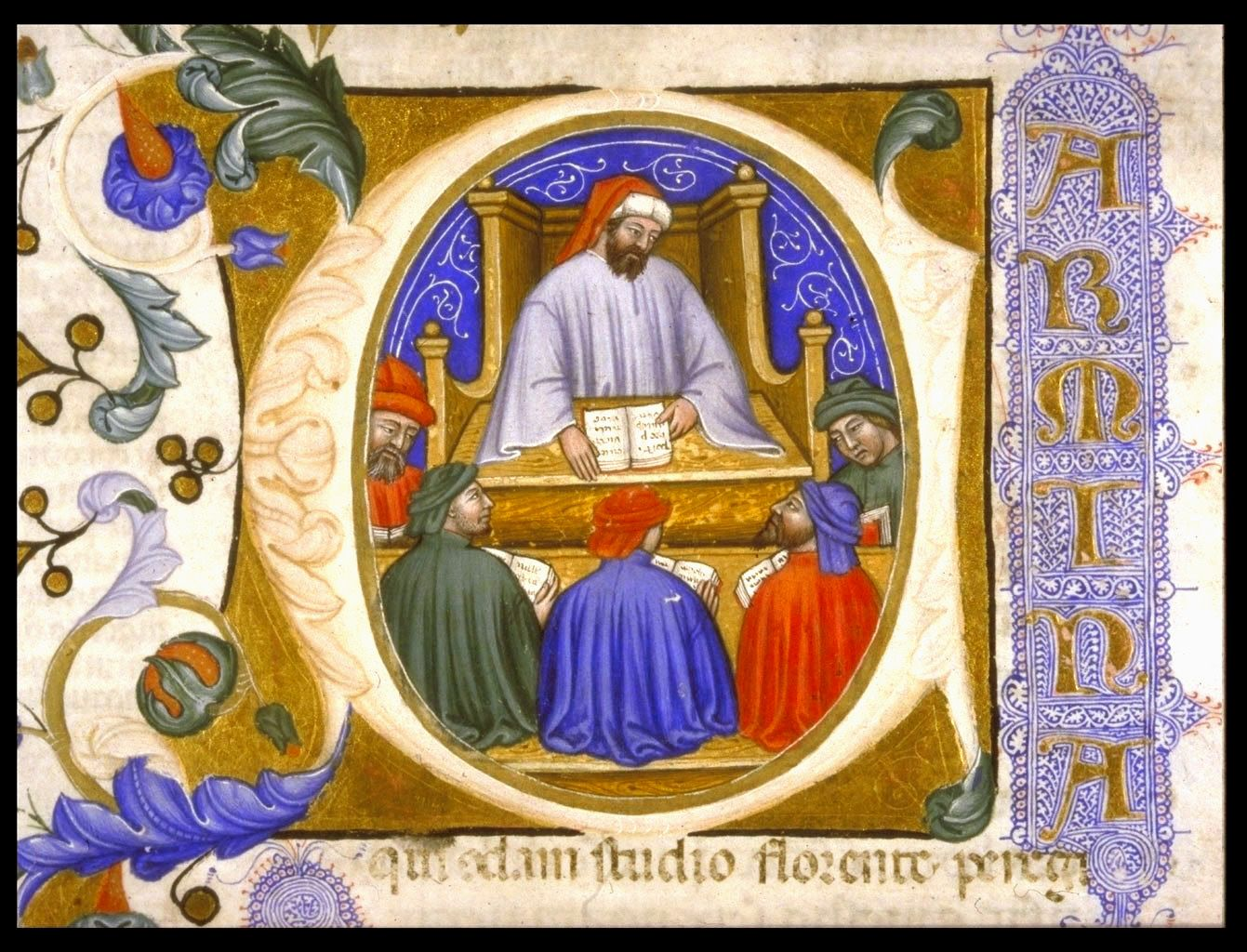
Boëthius geeft les aan zijn leerlingen
(1385), manuscript de Vertroosting, MS Hunter 374, Glasgow University Library

Anicius Manlius Torquatus Severinus Boëthius (Rome, ca. 480 - Pavia, 525) was een christelijk, laat-Romeins filosoof, muziektheoreticus, schrijver en politicus, die in de late 5e en vroege 6e eeuw na Christus in Italië leefde. Hij wordt algemeen beschouwd als een belangrijke schakel tussen de antieke heidense filosofie en de christelijke middeleeuwen. Boëthius werd in 525 geëxecuteerd in opdracht van zijn voormalige vriend koning Theodorik de Grote, die hem ervan verdacht te hebben samengespannen met het Byzantijnse Rijk.

## Vroege leven
Hij werd in Rome geboren als lid van een oude en belangrijke Romeinse senatorenfamilie, de Anicii, die onder anderen de keizers Petronius Maximus en Olybrius en ook vele consuls had voortgebracht. Later zouden de Anicii uitwijken naar Constantinopel. Zijn vader, Flavius Manlius Boëthius, was in 487 consul, vlak nadat Odoaker de laatste West-Romeinse Keizer, Romulus Augustulus had afgezet. Jong wees geworden, werd hij opgevoed door de aristocratische Romeinse schrijver en intellectueel Quintus Aurelius Memmius Symmachus, wiens dochter Rusticiana later met Boëthius zou trouwen. Boëthius behoorde binnen de Romeinse elite tot de laatste generatie die nog een klassieke opvoeding kreeg. Dertig of vijftig jaar later zou dit door de invloed van het christendom niet meer mogelijk zijn. Alhoewel we weinig weten over zijn opleiding en studie, is het duidelijk dat hij beschikte over een uitgebreide kennis van de klassieken en het Grieks.

## Latere leven en dood

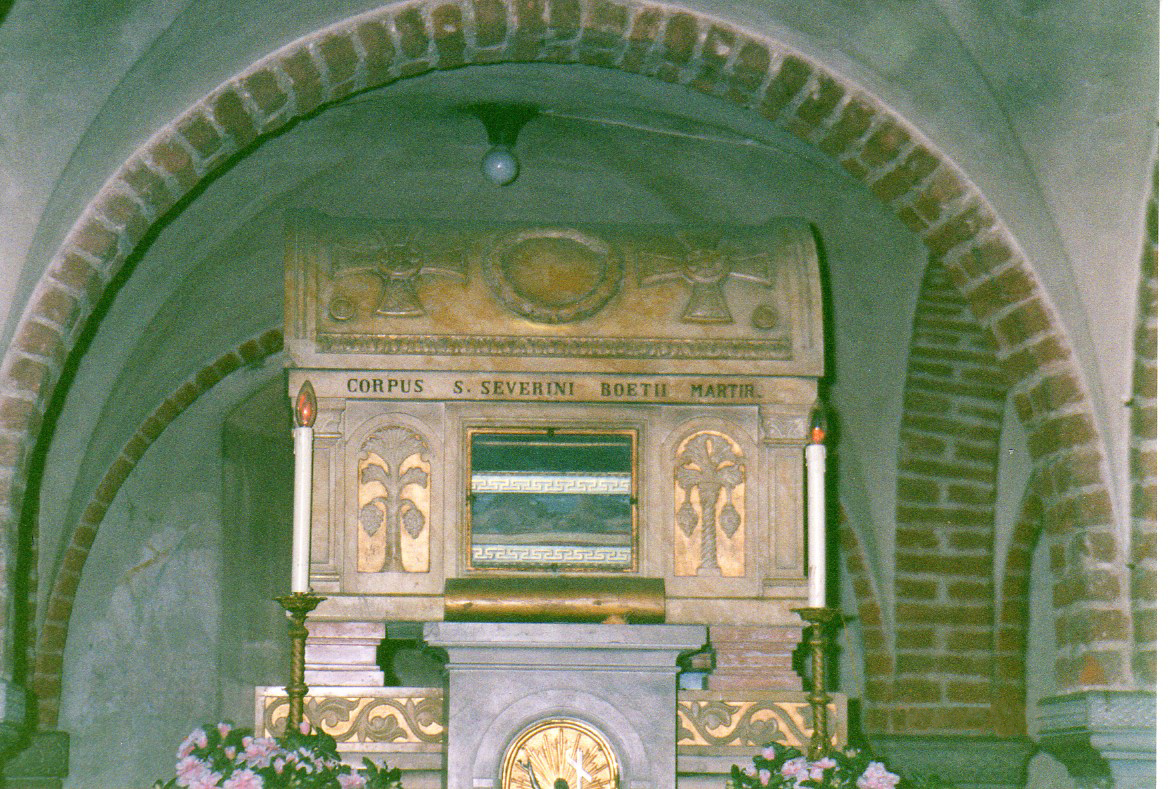
Graftombe van Boëthius in de San Pietro in Ciel d'Oro in Pavia

In 510 werd Boëthius consul in het koninkrijk van de Ostrogoten. Onder de Oost-Gotische koning Theodorik de Grote, die toen Italië overheerste, was hij magister officiorum, de leidende bureaucraat en adviseur. Hij diende hem trouw. In 522 smaakte hij het genoegen dat zijn twee zonen consul waren. Toen de koning echter in een geschil met de Byzantijnse keizer geraakte, werd Boëthius verdacht van samenzwering met het Byzantijnse Rijk, opgesloten en ten slotte terechtgesteld. Zijn schoonvader, Symmachus, werd kort daarna eveneens terechtgesteld. Het feit dat Theodorik aanhanger was van de Ariaanse kerk, terwijl Boëthius net als de Byzantijnen een aanhanger was van het orthodox-katholicisme, kan een rol hebben gespeeld in Theodoriks wantrouwen jegens Boëthius. Theodorik kreeg later spijt dat hij Boëthius ter dood had laten brengen.

## Werken
Middeleeuwse bronnen schrijven vertalingen van 15 Griekse teksten over wiskunde aan hem toe, met inbegrip van Pythagoras, Euclides en Ptolemaeus.

### Vertaler van Plato en Aristoteles
Hij was bezig aan een volledige vertaling van Plato en Aristoteles uit het Grieks in het Latijn, maar zijn vroegtijdige dood maakte daar een eind aan. In de Middeleeuwen was Boethius vooral bekend vanwege zijn vertalingen van de logische werken van Aristoteles en zijn eigen rekenkundige verhandeling, de Institutio Mathematica. De aan Aristoteles ontleende maar via zijn vertalingen doorgegeven omschrijving van de aard van de mens: persona est rationalis naturae individua substantia (de mens is een individuele substantie met een rationele natuur) werd tijdens het eind van de universaliënstrijd door alle filosofen eenstemmig beleden. Als kenner bij uitstek van de voorchristelijke en neoplatoonse filosofie maakte hij zich in de ogen van veel christenen enigszins verdacht.

### Muziek

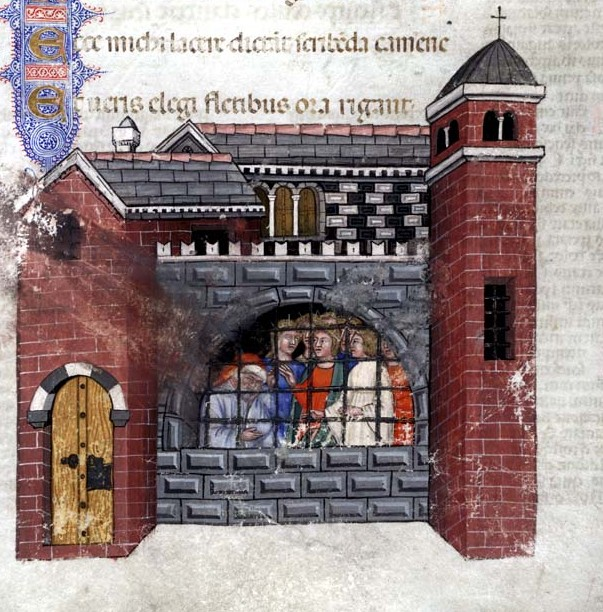
Boëthius in de gevangenis
(1385), manuscript de Vertroosting, 1385 MS Hunter 374, Glasgow University Library

Boëthius was ook een bekende muziektheoreticus. Hij schreef De Institutione Musica (vroege 6e eeuw), een handboek dat tot in de 16de eeuw werd gebruikt als standaardwerk voor de muziektheorie. Dit werk maakte deel uit van zijn Quadrivium en verdeelde de studie van muziek in drie categorieën. Hij was weliswaar de auteur, maar hij heeft louter teksten uit het oude Griekenland vertaald en samengevat, dus niet veel zelf bedacht. De Institutione Musica was een van de eerste muzikale werken dat gedrukt werd, en wel Venetië tussen 1491 en 1492.

### Vertroosting

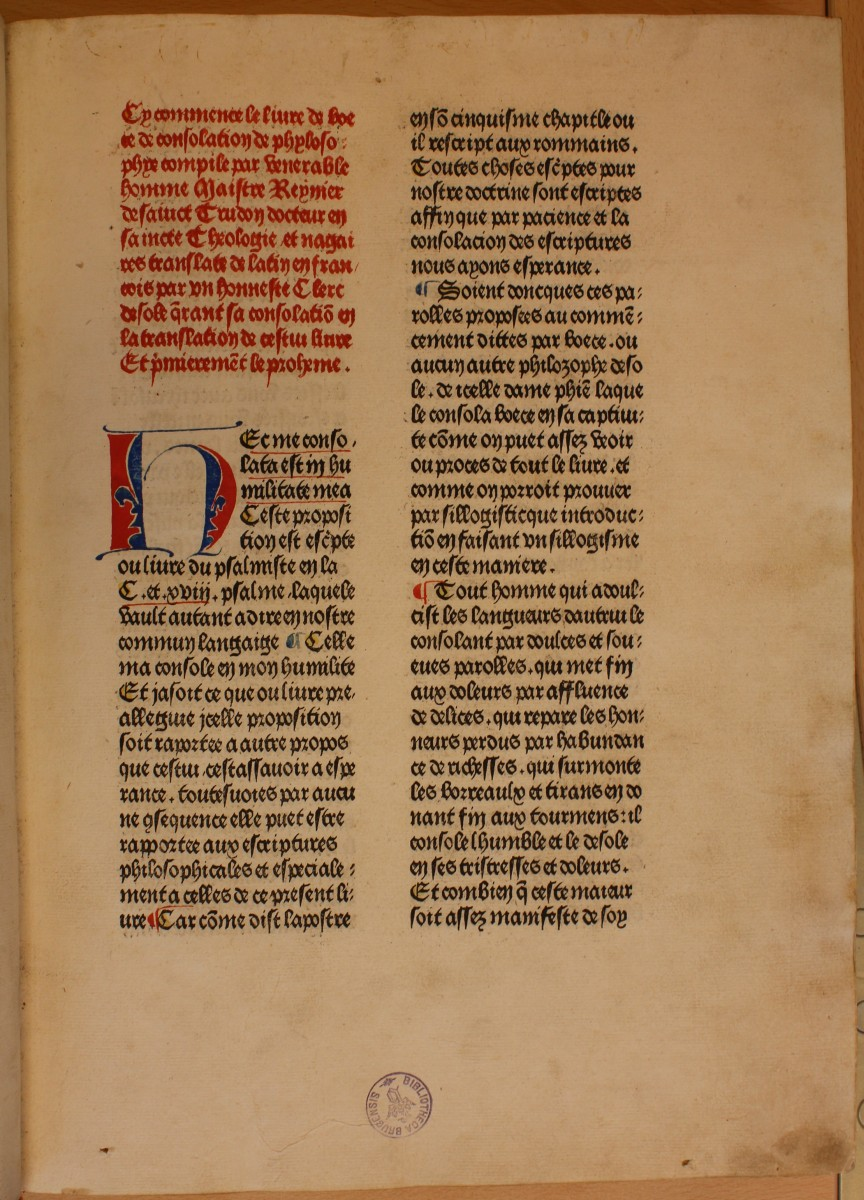
Fragment uit de consolatione philosophiae
(1477), Franse vertaling, Openbare Bibliotheek Brugge

Zijn Over de vertroosting der wijsbegeerte (De consolatione philosophiae) is waarschijnlijk in de gevangenis geschreven in afwachting van zijn executie. Dit boek, waarin proza en poëzie elkaar afwisselen, zou zo'n duizend jaar lang een zeer grote invloed uitoefenen op het middeleeuwse denken met begrippen als het Fortuin/Lot (=fortuna) en de Voorzienigheid. Van dit laatste begrip legt hij uit dat dit niet hetzelfde is als predestinatie.

## Boëthius-klooster
Boëthius was ook de naam van een klooster van Nestoriaanse monniken ten tijde van Paus Donus.
Zie ook: Oosterse filosofie · Antieke filosofie · Moderne filosofie · Postmoderne filosofie · Portaal filosofie
- Bibsys: 90083479
- Biblioteca Nacional de Chile: 000167529
- Biblioteca Nacional de España: XX859481
- Bibliothèque nationale de France: cb118857741 (data)
- Catàleg d'autoritats de noms i títols de Catalunya: 981058523523006706
- CiNii: DA01010815
- Digitale Bibliotheek voor de Nederlandse Letteren: boet066
- Gemeinsame Normdatei: 11851282X
- International Standard Name Identifier: 0000 0001 2283 4442
- Library of Congress Control Number: n79029805
- Nationale Bibliotheek van Letland: 000002771
- MusicBrainz: febb8d96-761d-4c19-b0c3-cb53d8a2dd52
- Bibliotheek van het Japanse parlement: 00434105
- Nationale Bibliotheek van Tsjechië: jn19981000321
- Nationale bibliotheek van Australië: 35019855
- Nationale Bibliotheek van Israël: 987007258960505171
- Nationale Bibliotheek van Polen: a0000001182232
- Nationale en Universitaire bibliotheek Zagreb: 000232260
- Nederlandse Thesaurus van Auteursnamen: 068554923
- Istituto Centrale per il Catalogo Unico: CFIV082200
- LIBRIS: 224936
- SNAC: w6s75djd
- Système universitaire de documentation: 026650045
- Trove: 794148
- Union List of Artist Names: 500355319
- Virtual International Authority File: 100218964
- WorldCat: E39PCjM7VRjMvd3xxDwjHtRGBP